# Pietro Laforgia
Pietro Leonida Laforgia (San Pietro Vernotico, 15 ottobre 1928 – Bari, 6 dicembre 1995) è stato un politico e avvocato italiano.

## Biografia
Settimo di otto figli, il padre Nicola era medico condotto, nel 1943 si trasferisce con la famiglia a Bari, dove si laurea in Giurisprudenza con una tesi in diritto del lavoro e nel 1958 si sposa.

### Attività forense
Docente di materie giuridiche, ha esercitato la professione di avvocato per oltre 40 anni con particolare attenzione e passione per i più deboli e ha difeso i lavoratori, gli studenti, gli esponenti sindacali e della sinistra democratica nei più importanti processi penali celebrati a Bari e in Puglia sin dagli anni '50.
Avvocato della parte civile nel processo per la ricostituzione del Partito Nazionale Fascista ed in quello per l'omicidio di Benedetto Petrone, ha anche rappresentato il Comune di Bari nel primo maxi-processo alla criminalità organizzata del capoluogo.
Più volte componente del Consiglio dell'Ordine degli Avvocati di Bari, negli anni '60 e '70 è stato tra gli animatori dei Comitati d'Azione per la Giustizia e poi Vicepresidente (dal 1977) e Presidente Nazionale (dal 1980 al 1986) della Federazione Sindacale degli Avvocati e Procuratori Italiani (Fe.S.A.P.I.).

### Attività politica
Giovanissimo, è tra i fondatori della UIL e componente dell'Esecutivo Nazionale, oltre che Segretario provinciale barese della stessa organizzazione sindacale per oltre un decennio.
Negli anni del dopoguerra è esponente di spicco del Partito Socialista Democratico Italiano e, successivamente, del Partito Socialista Italiano, dal quale si allontana dopo la sconfitta di Francesco De Martino e l'avvento di Bettino Craxi.
Nel 1985, dopo essere stato tra i promotori dei Comitati per la Pace, viene eletto, come indipendente nelle liste del Partito Comunista Italiano, nel Consiglio Comunale di Bari, dal quale è nominato Presidente del Comitato di Gestione della U.S.L. Ba/11, carica ricoperta fino al 1986.
Aderisce poi al Partito Democratico della Sinistra. Sindaco di Bari dal febbraio al novembre 1993, guida la prima esperienza di governo unitario del centrosinistra della città.
Eletto nel Collegio Senatoriale di Bari Centro il 27 marzo 1994 per il centrosinistra, aderisce al Gruppo Federativo dei Progressisti e viene nominato Segretario della giunta delle elezioni e delle immunità parlamentari e Componente del Comitato Parlamentare per i procedimenti di accusa e della Commissione Giustizia del Senato della Repubblica.
In qualità di parlamentare ha presentato, come primo firmatario, numerose proposte di legge, inerenti, tra l'altro, il recupero e la valorizzazione del centro storico della Città di Bari, il codice penale e di procedura penale, la tutela e i diritti dei minori.
Muore il 6 dicembre 1995, all'età di 67 anni.